# Zelotes catholicus
Zelotes catholicus är en spindelart som beskrevs av Chamberlin 1924. Zelotes catholicus ingår i släktet Zelotes och familjen plattbuksspindlar. Inga underarter finns listade i Catalogue of Life.